# Galerie Vrais Rêves
La Galerie Vrais Rêves est une galerie d'art située rue Dumenge à Lyon en France, spécialisée dans la photographie contemporaine.

## Origine du nom
Le nom « Vrais Rêves » fait référence au titre du livre Vrais rêves, Histoires photographiques publié en 1976 par le photographe américain Duane Michals,,.

## Historique
En 1978, un groupe de faiseurs d'images appelé « Regards » se réunit chaque mois au 6, rue Dumenge à la Croix-Rousse jusqu'à la création en 1979 du Collectif lyonnais d'action photographique (CLAP) et enfin de la création de l'association « Vrais Rêves » le 27 octobre 1980.[réf. nécessaire]
L'association transfère son siège social à cette adresse en juin 1997.
La galerie se situe à cette même adresse : 6, rue Dumenge à la Croix-Rousse dans le 4e arrondissement de Lyon,.
En 1990, la galerie lance sa première exposition avec l'artiste Duane Michals.
La galerie est spécialisée dans la photographie contemporaine. Sans interruption depuis 1990, la galerie poursuit sa route en affirmant ses convictions et ses choix artistiques en matière de photographie de recherche, contemporaine et plasticienne. Elle participe à plusieurs reprises aux foires internationales telles que le « Milan image Art Fair » en 2010 et en 2012, au Photofever de Bruxelles en 2011, et au « Photo docks art fair » à Lyon en 2014. Hors les murs, avec des collaborations internationales en Pologne, le centre Nei Liicht et le Centre national de l'audiovisuel au Luxembourg, au Schneider Museum of Art à Ashland aux États-Unis, mais aussi aux Rencontres d'Arles en 2010, ont également occupé une large part de l'activité de la galerie.
En 2019, la galerie est dirigée par Rémy Mathieu.

## Artistes représentés
- Pilar Albajar, Espagne[10]
- Antonio Altarriba, Espagne[10]
- Vasco Ascolini, Italie[11]
- Jo Brunenberg, Pays-bas[12]
- Patrick Butticker, France[13]
- Laurent Camut, Belgique[14]
- Jean-Baptiste Carhaix, France[15]
- Luc Ewen, Luxembourg[16]
- Alain Hervéou, France[17],[18]
- Jean-Raymond Hiebler, France[19]
- Marc Le Mené, France[20]
- Valérie Legembre, France[21]
- Marie-France Lejeune, France[22]
- Michael Michlmayr, Autriche[23]
- Marc Peverelli, France[24]
- Bénédicte Reverchon, France[25],[26]
- Danilo Sartoni, Italie[27]
- Découvertes (Alexis Bérar, Jean-André Bertozzi, Jacque Camborde, Jean-Baptiste Martin, Marielsa Niels, Bérénice Trésorier)[28]

## Publications
- Revues info-rêves bimestriel,  (ISSN 1265-7654)[29]
- Catalogues d'exposition[30]
- Plaquettes artistes
- 1986 - Landscape sequences 1983-6 - Elizabeth Williams - Ashmolean Museum, Camden Art center, Galerie Vrais Rêves, Lyon.  (ISBN 0907849512 et 9780907849513)[31]
- 1988 - Photographes : le voir en liberté - Galerie Vrais rêves, Lyon[32].
- 1997 - Dimensionlessness of illusion - Jerzy Olek - Galerie Vrais rêves, Lyon.
- 1998 - Entre l'eau, l'air et la terre - Tsutomo Otsuka, Yuki Onodera, Keiichi Tahara - Galerie Vrais rêves, Lyon.
- 2009 - Qui a peur des fantômes, ne sait regarder la nuit... - Laurent Camut - exposition du 25 mars - 3 mai 2009 au Château d'eau, Toulouse, co-organisée par la Galerie Vrais rêves, Lyon ; texte de Jean Arrouye - le Château d'eau, Toulouse  (ISBN 978-2-913241-96-1)[33]
- 2014 - Contacts 1997-2013 - Thomas Kellner - Galerie Vrais rêves, Lyon[34].